# 業務自動化
業務自動化系統（英語：Sales force automation systems, SFA）是用於客戶關係管理的信息系統，可以讓銷售業務把焦點放在最有獲利潛在能力的顧客身上，來藉以提高生產力，而這群顧客也是銷售員最佳的服務對象。 提高效率系統提供潛在的顧客資訊給銷售人員，提供產品的訊息給顧客，透過交互資訊的流通來達到業務自動化的效果。